# Ливонский крестовый поход
Ливонский крестовый поход — один из северных крестовых походов, который привёл к завоеванию немцами и датчанами территорий современных Эстонии и Латвии в конце XII — начале XIII веков. 2 февраля 1207 года на завоёванных территориях было образовано теократическое княжество Terra Mariana в составе Священной Римской империи, но в 1215 году папа Иннокентий III провозгласил эти земли владением Святого престола.
В 1226 году Вильгельм Моденский разделил захваченные немцами и датчанами земли на шесть феодальных владений, что послужило основанием лифляндского государственного организма последующего времени, которое было закреплено Договором в Стенсби 7 июня 1238 года.

## Предыстория
К концу XII века жители восточных берегов Балтийского моря оставались последними язычниками Европы. Местные племена ливов и часть латгалов в то время являлись данниками Полоцкого княжества, а эсты и латгальские княжества Талава и Адзель (в русских летописях называвшееся «Очела») — Новгородской Руси. В условиях зависимости от Пскова правители Талавы — Таливалдис и его сыновья — приняли православие, от которого отказались с переходом под власть рижского епископа. В Герсике, по свидетельству летописца, до её завоевания крестоносцами имелась православная церковь.
В 1193 году папа Целестин III объявил крестовый поход против прибалтийских язычников с целью обратить их в католичество и вывести из-под влияния православия.

## История завоеваний

Карта расселения балтийских племён ок. 1200 года

### Война сливамиилатгалами(1198—1209)
Католический миссионер Мейнард фон Зегеберг обратился к полоцкому князю Владимиру за разрешением проповедовать в землях его вассалов ливов, получил согласие, что стало предтечей основания в 1186 году Ливонской епархии. В 1198 году его преемник Бертольд Шульте был убит ливами. Немецкие крестоносцы из северных земель Священной Римской империи основали укрепление Рига (1201) и образовали Ливонское братство воинов Христа (более известное как «Орден меченосцев», 1202). Епископ Альберт фон Буксгевден использовал этот орден как военную силу  Рижского епископства, главой которого его назначил своей буллой в 1202 году папа Иннокентий III. Под лозунгом обращения в христианство язычников-ливов, живших вдоль древних торговых путей, проходивших по рекам Западная Двина и Гауя, крестоносцы приобретали новые территории.
Стремясь вернуть себе контроль над ливами, в 1203 году Владимир Полоцкий вторгся в Ливонию, где захватил замок Икскюль, заставив платить ему дань. Однако вскоре ему пришлось столкнуться с сопротивлением рыцарей ордена, из-за которого ему не удалось захватить замок Гольм. В 1206 году епископ Риги Альберт фон Буксгевден попытался заключить с Владимиром мир, но эта попытка успехом не увенчалась. Летом того же года Владимир осадил Ригу, но взять город не смог.
Ливы, платившие дань Полоцкому княжеству и часто страдавшие от набегов живших южнее земгалов, поначалу рассматривали пришедших из Северной Германии крестоносцев как полезных союзников. Племенной вождь Каупо был первым из ливов, про которого известно, что он принял католическое крещение. Когда немецкий гнёт стал усиливаться, ливы восстали против крестоносцев и их духовных вождей, но восстание было подавлено. Каупо оставался союзником крестоносцев вплоть до своей гибели в сражении при Вильянди в 1217 году. Его потомки образовали остзейский аристократический род фон Ливенов.
В 1207 году Орден захватил Кукейнос — центр одного из русских удельных княжеств в Ливонии, находившихся в зависимости от полоцкого князя. Князь Вячко, покидая крепость, сжёг её. В 1208 году Орденом были захвачены важные торговые посты на Западной Двине Гольм и Селпилс. В том же году правители латгальских княжеств Талава, Сатекле и Аутине заключили военный союз с Орденом. Орден начал строительство Венденского замка; по приказу епископа Альберта началось строительство каменного замка в Кукейносе. В 1209 году епископ Альберт с помощью Ордена захватил Герсике — столицу второго полоцкого удела в Ливонии — и пленил жену князя Всеволода, после чего тому пришлось изъявить покорность и согласиться на значительные уступки Рижскому архиепископству, оставаясь владельцем части прежних земель в качестве феода. Необходимо заметить, что в Герсике к тому времени уже существовали православные храмы (о чём упомянуто в «Хронике Ливонии»).
Княжество Талава ослабло в боях против эстов и русских, в 1214 году стало вассалом Рижского архиепископства, а в 1224 году было поделено между архиепископством и Орденом.
Между Владимиром Полоцким и ливонцами не раз происходили стычки из-за того, кому должны платить дань ливы, пока в 1210 году не был заключён вечный мир. Согласно договору Владимир получил право ежегодно получать дань от ливов, которую Альберт обязался платить за них. Однако обещанное он не платил, и в 1212 году снова вспыхнул конфликт между рижским епископом и Владимиром из-за дани. В результате Владимир потерял Ливонию, которая перешла под контроль епископа. Стремясь получить её обратно, Владимир в 1215 году стал готовиться к новой войне против епископа, но во время приготовлений неожиданно умер.

### Война с эстами (1208—1227)

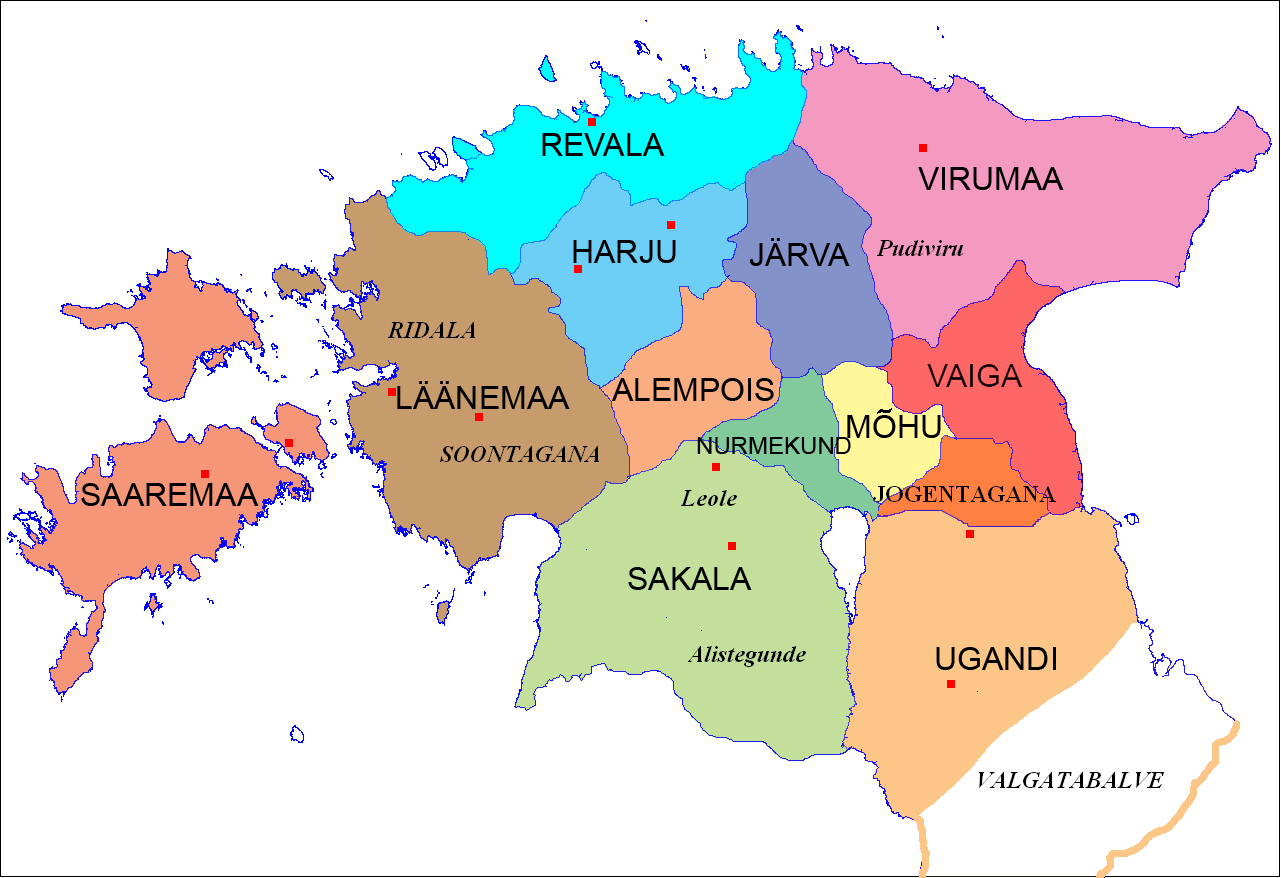
Княжества древней Эстонии

Крестоносцы были достаточно сильны, чтобы одновременно начать войну и против эстов, которые в то время были разделены на восемь больших и семь маленьких княжеств, слабо сотрудничавших друг с другом. В 1208 году, при поддержке новообращённых в христианство ливских и латгальских племён, крестоносцы начали набеги на земли Сакала и Уганди в Южной Эстонии. Эсты яростно сопротивлялись атакам из Риги, и при случае сами устраивали набеги.
В 1213—1215 годах эсты и орден заключили трёхлетнее перемирие. Оно оказалось более выгодным для немцев, сумевших консолидировать свои политические позиции, в то время как эсты оказались неспособны трансформировать свои непрочные альянсы в централизованное государство. 21 сентября 1217 года во время сражения при Вильянди пал выступавший на стороне крестоносцев вождь ливов Каупо, но в этой же битве пал и Лембиту, правитель Сакала, который возглавлял союз эстов. Сражение при Вильянди стало сокрушительным поражением эстов, предопределившим дальнейшую судьбу Центральной и Южной Эстонии.
Если в 1212 и 1217 годах новгородцы и псковичи вместе со своими князьями Мстиславом Удатным и его братом Владимиром ещё проводили походы против эстов, и эсты получали помощь крестоносцев (1217), то начиная с 1219 года эсты сами стали обращаться к русским князьям за помощью против крестоносцев. В 1219 году 16-тысячное русское войско во главе с Владимиром Псковским и сыном киевского князя Всеволодом Мстиславичем и в 1222 году 12-тысячное во главе со Святославом Всеволодовичем (в союзе с литовцами) осаждало Венден.
Христианские королевства Дания и Швеция также активно устремились на восток Балтики. В 1218 году епископ Альберт обратился за помощью к датскому королю Вальдемару II. В 1219 году, после победы в битве при Линданисе (Колывани) на территории эстонского княжества Рявала, давшей начало Даннеброгу, он заложил крепость Castrum Danorum, которую эсты безуспешно осаждали в 1220 и 1223 годах. Шведский король Юхан I попытался утвердить шведское присутствие в провинции Вик, но шведские войска были побеждены эзельцами в сражении при Лихула в 1220 году. Рявала, Харриен, Вирония — вся Северная Эстония попала под контроль датчан.

15 августа 1223 года пал Феллин. Генрих Латвийский пишет: 
Что касается русских, бывших в замке, пришедших на помощь вероотступникам, то их после взятия замка всех повесили перед замком на страх другим русским... Между тем старейшины из Саккалы посланы были в Руссию с деньгами и многими дарами попытаться, не удастся ли призвать королей русских на помощь против тевтонов и всех латинян. И послал король суздальский своего брата, а с ним много войска в помощь новгородцам; и шли с ним новгородцы и король псковский со своими горожанами, а было всего в войске около двадцати тысяч человек.
 Ярослав Всеволодович с 20-тысячным войском вторгся в Эстонию и осадил Ревель. Затем он поставил Вячко князем в город Юрьев. Вячко отразил несколько нападений крестоносцев, однако в 1224 году погиб при обороне Юрьева от армии епископа Альберта. В 1224 году имел место конфликт между Юрием Владимирским и новгородцами, и русское войско не успело на помощь своему гарнизону. Оно дошло только до Пскова, когда получило весть о падении крепости.
В 1224 году Орден меченосцев сделал Феллин своей штаб-квартирой. Другими укреплёнными пунктами Ордена стали Венден, Зигвальд и Ашераден. В период между 1225 и 1227 годами Генрих Латвийский составляет «Chronicon Livoniae» («Ливонские хроники»), в которых подробно описывает обращение в христианство куршей, ливов, латгалов и эстов в 1180—1227 годах. Считается, что эта хроника была создана перед визитом в Ливонию папского легата Вильгельма Моденского, чтобы представить тому успехи в католической колонизации Прибалтики.

#### Покорение Сааремаа

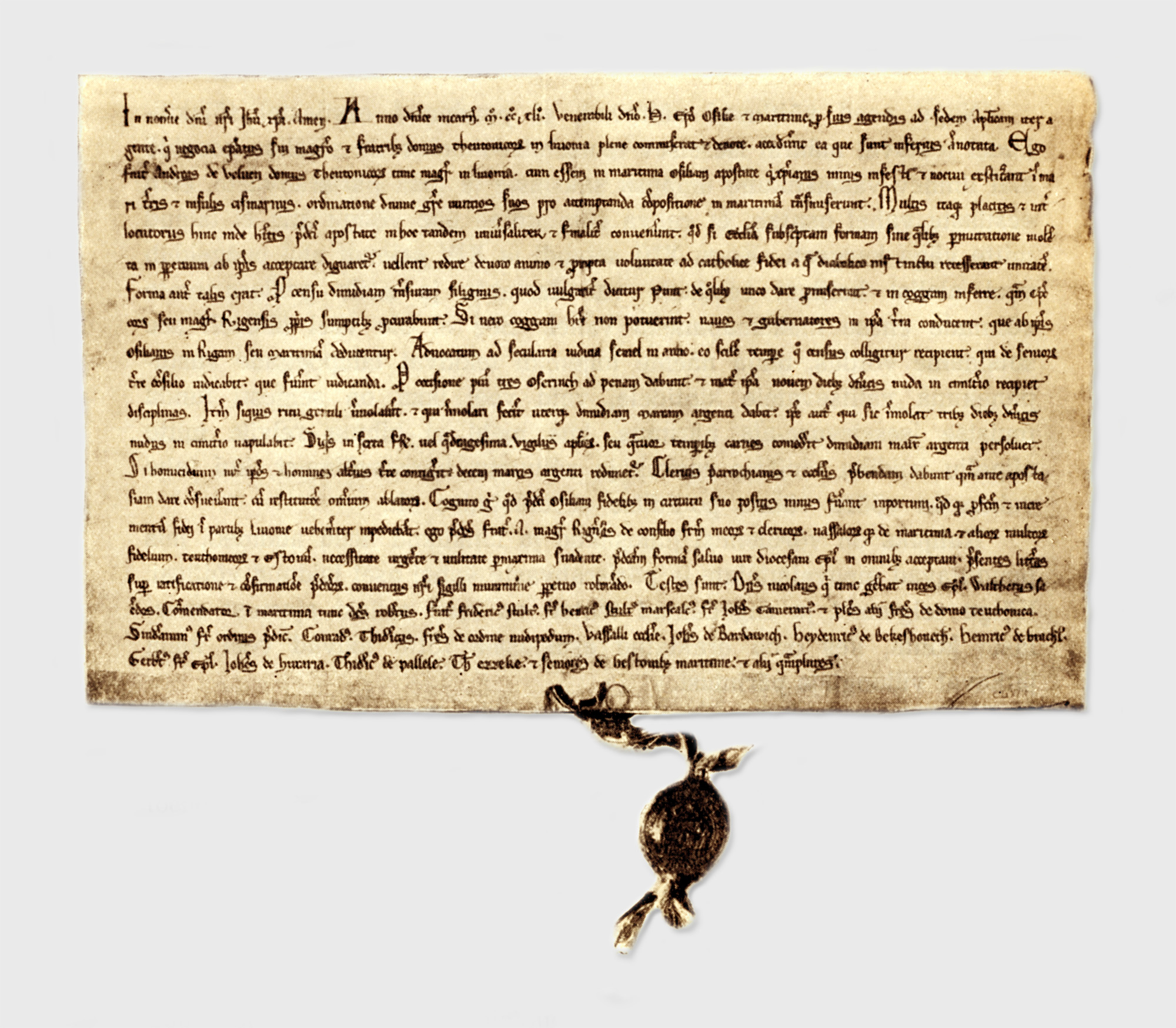
Договор 1241 года между эзельцами, Ливонским орденом и Эзель-Викским епископством

Последним эстонским княжеством, продолжавшим сопротивление захватчикам, был Эзель (остров Сааремаа).
В 1206 году датская армия под предводительством короля Вальдемара II и лундского епископа Андерса Сунесена высадилась на острове и предприняла безуспешную попытку основать опорный пункт. В 1216 году Орден меченосцев и епископ Теодорих соединёнными силами вторглись на остров по замёрзшему морю. В ответ следующей весной эзельцы совершили набег на земли Ливонии, находившиеся под немецким управлением. В 1220 году шведская армия под управлением короля Юхана I и Линчёпингского епископа Карла Магнуссона захватила замок Лихула в Роталии в Западной Эстонии; в том же году эзельцы атаковали замок, взяли его и вырезали весь шведский гарнизон, включая епископа.
В 1222 году датский король Вальдемар II предпринял вторую попытку покорения Сааремаа; на этот раз была построена каменная крепость, в которую был помещён мощный гарнизон. Эзельцы осадили крепость и через пять дней вынудили её капитулировать. Датский гарнизон вернулся в Ревель, а Теодорих Буксгевден — брат рижского епископа Альберта — и ещё несколько человек были оставлены заложниками. Крепость эзельцы сравняли с землёй.
В 1225 году с миссией в Ливонию прибыл папский легат Вильгельм Моденский. Весной 1226 года он посетил Виронию, выступив с проповедями и встретившись со старейшинами в крупнейших поселениях (Агелиндэ, Табеллина, Тарванпе). В Ревеле он оформил переход под папский контроль Виронии, Гервена и Приморья, оставив датчанам только Ревель и Гарию. Вернувшись из Ревеля, он отплыл на Готланд (28 апреля 1226 г.)34, где агитировал за сбор крестоносного войска для покорения Эзеля.  В походе  согласились участвовать  только немцы Висбю. Местные жители Готланда (готы) и датчане отказались.
Поход на остров Ордена меченосцев и Рижского епископства состоялся в начале 1227 года. После падения двух основных эзельских укреплений — Муху и Вальяла — эзельцы согласились принять христианство. На их земле было образовано Эзель-Викское (Леальское) епископство, которое включило Эзель с соседними островами и Приморье (Вик).  Это епископство было включено в диоцез Рижского.
В 1236 году, после того, как Орден меченосцев потерпел поражение в битве при Сауле, военные действия на Сааремаа начались вновь.
В 1241 году эзельцы подписали договоры с магистром Ливонского ордена Андреасом фон Вельвеном и Эзель-Викским епископством. В 1255 году был подписан новый договор, между магистром Анно фон Зангерсхаузеном и представлявшими эзельцев старейшинами, чьи имена записаны латинскими буквами как Ylle, Culle, Enu, Muntelene, Tappete, Yalde, Melete и Cake. Договор 1255 года предоставлял эзельцам дополнительные права; там были статьи, касающиеся собственности на землю, прав наследования, социальной системы и религиозных институтов.
В 1261 году эзельцы вновь отвергли христианство и перебили всех немцев на острове. Мир был заключён после того, как объединённые силы Ливонского ордена, Эзель-Викского епископства и Датской Эстонии, включавшие в себя леттов и эстонцев с материка, разгромили эзельцев и захватили укрепление Каарма. Вскоре после этого Орден основал каменную крепость в Пёйде.
24 июля 1343 года эзельцы перебили всех немцев на острове, изгнали всех священнослужителей и приступили к осаде орденской крепости в Пёйде; после капитуляции крепости они сравняли её с землёй и убили всех защитников. В феврале 1344 года Бурхард фон Дрейлебен повёл войска на Эзель по замёрзшему морю. Был взят опорный пункт эзельцев и повешен их лидер Вессе. Ранней весной 1345 года Орден организовал ещё одну военную кампанию, которая завершилась договором, упомянутым в Новгородской первой летописи. До 1559 года Эзель оставался вассалом магистра Ливонского ордена и епископства Эзель-Викского.

### Война с куршами и земгалами (1219—1290)
После разгрома эстов крестоносцы обрушились на куршей (1242—1267) и семигаллов (1219—1290), живших к югу и западу от Западной Двины и состоявших в союзе с жемайтами.
После поражения в битве при Сауле в 1236 году от жемайтов и земгалов остатки Ордена меченосцев были реорганизованы в качестве отделения Тевтонского ордена, и стали известны под названием Ливонский орден. В 1260 году в битве при Дурбе литовцы, жемайты и курши вновь разгромили крестоносцев. В 1270 году в битве при Карусе крестоносцы были разбиты литовцами и земгалами. Очередное поражение крестоносцы потерпели в 1279 году под Ашераденом. Окончательно крестоносцы разбили куршей лишь в 1267 году, а земгалов — несмотря на поражение в битве при Гарозе в 1287 году — в 1290 году. Непокорённые южные части их территорий вошли в состав Великого княжества Литовского.

## Итоги

Terra Mariana в 1260 году

После покорения все местные язычники были обращены в христианство, хотя до Реформации в XVI веке у них не было религиозной литературы на национальных языках.
Папский легат Вильгельм Моденский разделил всю землю Прибалтики на шесть феодальных владений: Рижское епископство, Курляндское епископство, Дерптское епископство, Эзель-Викское епископство, территорию под управлением Ливонского ордена, и Dominum directum датского короля — Эстонское герцогство.
В 1227 году меченосцы завоевали все датские владения в Северной Эстонии. После битвы при Сауле оставшиеся в живых члены Ордена меченосцев вошли в состав обосновавшегося в Пруссии Тевтонского ордена, и стали известны как Ливонский орден. 7 июня 1238 года, в соответствии с договором в Стенсби, тевтонские рыцари вернули Эстонское герцогство Вальдемару II. В 1346 году эта территория была продана обратно Ордену, и стала частью Орденского государства.